# 琉球列島美國軍政府
琉球列島美國軍政府（英語：United States Military Government of the Ryukyu Islands，縮寫USMGR；日语：／ Ryūkyū-rettō Beikoku Gunseifu）是1945年4月5日至1950年12月15日期間美國在琉球群島設置的軍事統治機構。
1945年3月26日，美軍佔領了慶良間群島。美國海軍元帥尼米茲發佈「美國海軍軍政府佈告第一號」（又稱尼米茲佈告），決定終止日本在琉球群島的一切政治、軍事權力，成立軍政府。同年4月1日沖繩島戰役之後，佈告生效，美軍於4月5日在讀谷村的比謝正式成立軍政府。
軍政府的最高領袖為總督（Military Governor），其次為軍政府長官（Chief Military Government Officer），其副職為軍政府副長官（Deputy Commander,Military Government）。
宮古群島和八重山群島先後於12月8日和12月28日被劃入軍政府統治之下。奄美群島、吐噶喇群島，則於翌年2月2日被劃入軍政府轄境之內。
1950年12月15日，琉球列島美國軍政府被改組為琉球列島美國民政府，給予了琉球人自治的權利。

## 歷任軍政長官
軍政長官一般由美國第十軍團的指揮官擔任。
- 第一任：小西蒙·玻利瓦爾·巴克納中將（Simon Bolivar Buckner Jr.）：1945年4月1日-1945年6月18日
- 代理：羅伊·蓋格少將（Roy Geiger）：1945年6月18日-1945年6月23日
- 第二任：約瑟夫·史迪威上將（Joseph Stilwell）：1945年6月23日-1945年10月16日（7月31日前為代理）
- 沖繩島司令部司令：弗雷德·克魯特·華萊士少將（Fred Clute Wallace）：1945年6月-1946年4月23日
- 第三任：勞倫斯·A·勞森准將（Lawrence A. Lawson）：1945年10月17日-1945年12月29日
- 第四任：老弗里蒙特·拜倫·哈德森准將（Fremont Byron Hodson Sr.）：1945年12月30日-1946年2月26日
- 第五任：利奧·多諾萬少將（Leo Donovan）：1946年2月27日-1946年5月21日
- 第六任：弗雷德里克·羅德·海登准將（Frederic Lord Hayden）：1946年5月24日-1948年5月11日
- 第七任：威廉·W·伊格爾斯少將（William W. Eagles）：1948年5月12日-1949年9月30日
- 第八任：約瑟夫·R·希茨少將（Josef R. Sheetz）：1949年10月1日-1950年7月21日
- 第九任：羅伯特·B·麥克盧爾少將（Robert B. McClure）：1950年7月28日-1950年12月6日
- 代理：哈里·B·舍曼准將（Harry B. Sherman）：1950年12月6日-1950年12月9日
- 第十任：羅伯特·S·貝特勒少將（Robert S. Beightler）：1950年12月9日-1950年12月5日